# سوئد میانه شمالی

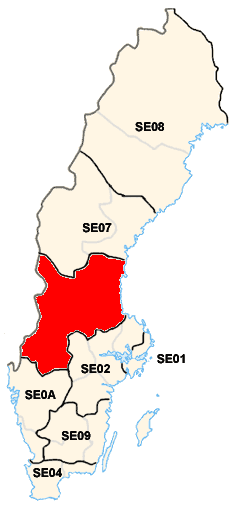
سوئد میانه شمالی

سوئد میانه شمالی (به سوئدی: Norra Mellansverige) یکی از ناحیه‌های سوئد است. ناحیه‌ها بخش‌هایی از فهرست آماری اتحادیه اروپا هستند.

## جغرافیا
این ناحیه در بخش مرکزی سوئد واقع شده است. ناحیه‌های نورلاند میانه، سوئد غربی و سوئد میانه شرقی و همچنین نروژ با این ناحیه مرز مشترک دارند.
ار شهرهای مهم این ناحیه می‌توان به گافل، کارلستاد، فالون، بورلانگ، سودرهامن، هودیکسوال و کریستینهمن اشاره کرد.

## تقسیمات
سوئد میانه شمالی از ۳ استان تشکیل شده است :
- دالارنا (مرکز: فالون)
- گولبوری (مرکز: یوله)
- ورملاند (مرکز: کارلشته)